# Naissance en 1901
Naissance
- 1897
- 1898
- 1899
- 1900
- 1901
- 1902
- 1903
- 1904
- 1905

Cette page dresse une liste de personnalités nées au cours de l'année 1901. 

La liste des naissances est présentée dans l'ordre chronologique.

La liste des personnes référencées dans Wikipédia est disponible dans la page de la Catégorie: Naissance en 1901.

## Janvier
- 3 janvier : Ngô Đình Diệm, président de la république du Viêt Nam de 1955 à 1963 († 2 novembre 1963).
- 6 janvier : André Saint-Luc, acteur français († 25 décembre 1987).
- 7 janvier : Fahrelnissa Zeid, peintre, vitrailliste, mosaïste, lithographe, graveuse et collagiste turque († 5 septembre 1991).
- 10 janvier : Giuseppe Pancera, coureur cycliste italien († 19 avril 1977).
- 12 janvier : Salvador Cardona, coureur cycliste espagnol († 15 janvier 1985).
- 14 janvier : 
  - Bebe Daniels, actrice américaine († 16 mars 1971).
  - Jean Roche, chimiste français, académicien († 24 mai 1992).
  - Alfred Tarski, logicien polonais († 26 octobre 1983).
- 16 janvier : Fulgencio Batista, dictateur cubain († 6 août 1973).
- 19 janvier : Fred Uhlman, écrivain et peintre britannique d'origine allemande († 11 avril 1985).
- 21 janvier : Rhona Haszard, peintre néo-zélandaise († 21 février 1931).
- 22 janvier : Alberto Hurtado, prêtre jésuite chilien, canonisé († 18 août 1952).
- 24 janvier : Cassandre (pseudonyme d'Adolphe Jean Marie Mouron), graphiste et affichiste français († 17 juin 1968).
- 28 janvier : Malvina Chabauty, peintre française († 30 novembre 1982).
- 30 janvier : Rudolf Caracciola, pilote de course automobile allemand puis suisse († 28 septembre 1959).

## Février
- 1er février : Clark Gable, acteur américain († 16 novembre 1960).
- 2 février : Jacques Basyn, avocat et homme politique belge († 17 février 1982).
- 9 février : Brian Donlevy, acteur américain († 5 avril 1972).
- 14 février : Alice Betteridge, sourde-aveugle australienne († 1er septembre 1966).
- 15 février :
  - Kokomo Arnold, chanteur et guitariste américain de blues († 8 novembre 1968).
  - Manlio Rho, peintre italien († 7 septembre 1957).Clark Gable, Oscar du meilleur acteur 1934.

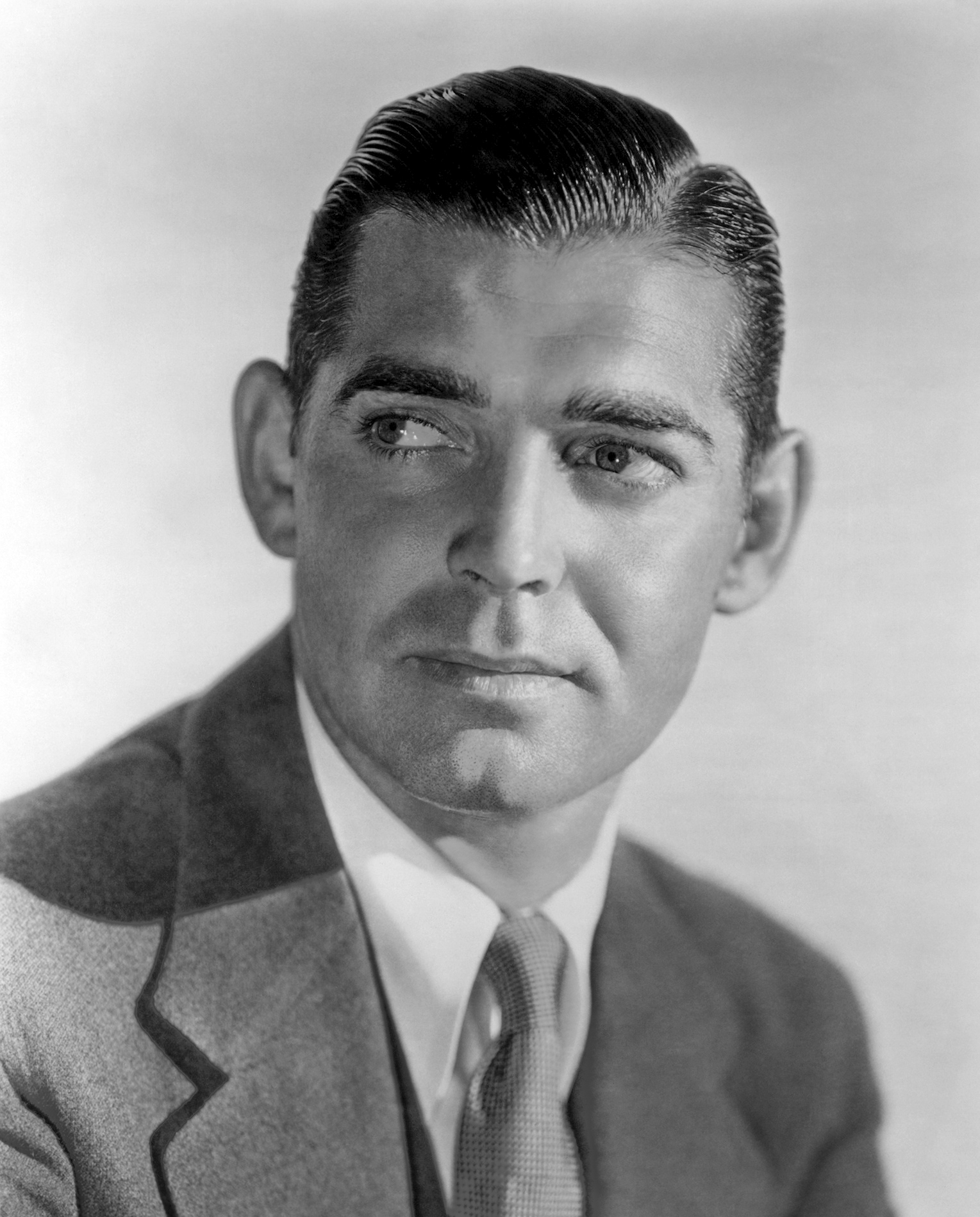
Clark Gable, Oscar du meilleur acteur 1934.

- 17 février : Marcelle Cahen-Bergerol, peintre française († 1er mars 1989).
- 18 février :
  - John Merton, acteur américain († 19 septembre 1959).
  - Reginald Sheffield, acteur anglais († 8 décembre 1957).
- 19 février : Mohammed Naguib, militaire et homme d'État égyptien († 28 août 1984).
- 21 février : Juan Pellicer, footballeur espagnol († 29 janvier 1956).
- 22 février : Mildred Davis-Lloyd, actrice britannique († 18 août 1969).
- 23 février : Federico Chabod, historien et homme politique italien († 14 juillet 1960).
- 25 février : Zeppo Marx, acteur américain († 30 novembre 1979).
- 27 février :
  - Théophile Lemonnier, peintre, dessinateur et graveur français († 28 mai 1986).
  - Marino Marini, sculpteur et peintre italien († 6 août 1980).
  - Vicente Saura, footballeur espagnol († 22 mars 1971).
  - Ali Veliyev, écrivain azéri († 2 février 1963).
- 28 février :
  - Sylvia Field, actrice américaine († 31 juillet 1998).
  - Linus Pauling, chimiste américain († 19 août 1994).

## Mars
- 3 mars : Claude Choules, britannique, dernier vétéran de la Première Guerre mondiale (toutes nationalités confondues) († 5 mai 2011).

- 4 mars :
  - Norah Borges, peintre argentin († 20 juillet 1998).
  - Raymond Dendeville, peintre, graveur et illustrateur français († 29 juin 1968).
- 6 mars :
  - Josef Hölzl, juriste et haut fonctionnaire ministériel allemand († 30 septembre 1975).

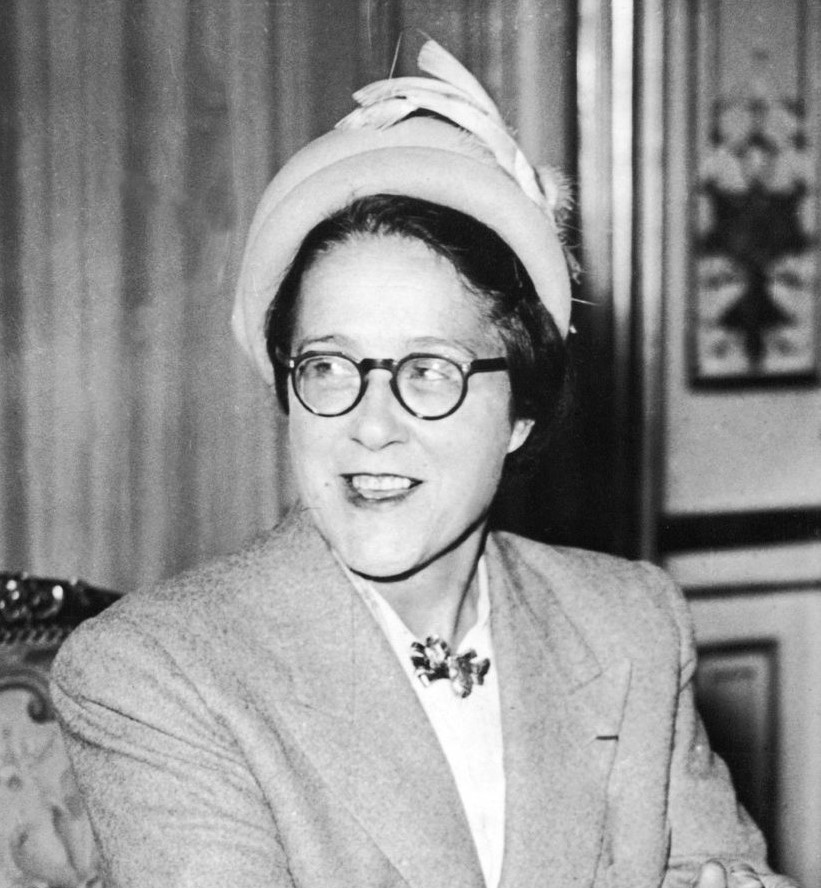
Germaine Poinso-Chapuis, première femme ministre.

  - Germaine Poinso-Chapuis, première femme ministre.Germaine Poinso-Chapuis, femme politique française, première femme à être ministre en France († 18 février 1981).
- 7 mars : Rita Gorgon, tueuse polonaise († après 1938)
- 10 mars :
  - Jean Larcena, poète et aquarelliste français († 29 janvier 1967).
  - Michel Seuphor, peintre abstrait, critique d'art et écrivain belgo-français († 12 février 1999).
- 13 mars :
  - Paul Fix, acteur et scénariste américain († 14 octobre 1983).
  - Raymond Tournon (fils), peintre et décorateur de cinéma français († 10 septembre 1975).
- 14 mars : Suzanne Burrier, doyenne des Français († 14 juillet 2013).
- 16 mars : Alexis Chantraine, footballeur belge († 24 avril 1987).
- 18 mars : Wilhelm Peters, footballeur et arbitre allemand († 16 février 1941).
- 23 mars :
  - Paul V Esterházy, prince hongrois († 25 mai 1989).
  - Hans Winterberg, compositeur allemand d'origine tchèque († 10 mars 1991).
- 25 mars :
  - Ed Begley, acteur américain († 28 avril 1970).
  - André Lenormand, peintre et caricaturiste français († 6 juin 1993).
- 26 mars : Marie Brudieux, doyenne authentifiée des Français du 14 juillet 2013 au 2 avril 2015 († 2 avril 2015).
- 27 mars : 
  - Louis Leprince-Ringuet, physicien français († 23 décembre 2000).
  - Eisaku Satō, homme d'État japonais, premier ministre du japon de 1964 à 1972 († 3 juin 1975).
- 30 mars : Jean Dorville, peintre, dessinateur, lithographe, décorateur de théâtre et poète français († 21 février 1986).

## Avril
- 3 avril : Nikolaï Akimov, décorateur et metteur en scène de théâtre expérimental russe († 6 septembre 1968).
- 4 avril : Vladimir Tomilovsky, peintre russe puis soviétique († 17 juin 1991).
- 5 avril : Melvyn Douglas, acteur américain († 4 août 1981).
- 7 avril :
  - Marcel Parturier, dessinateur et peintre français († 27 février 1976).
  - Christopher Wood, peintre anglais († 21 août 1930).
- 11 avril : George Dee, acteur américain († 24 août 1974).

- 13 avril : 

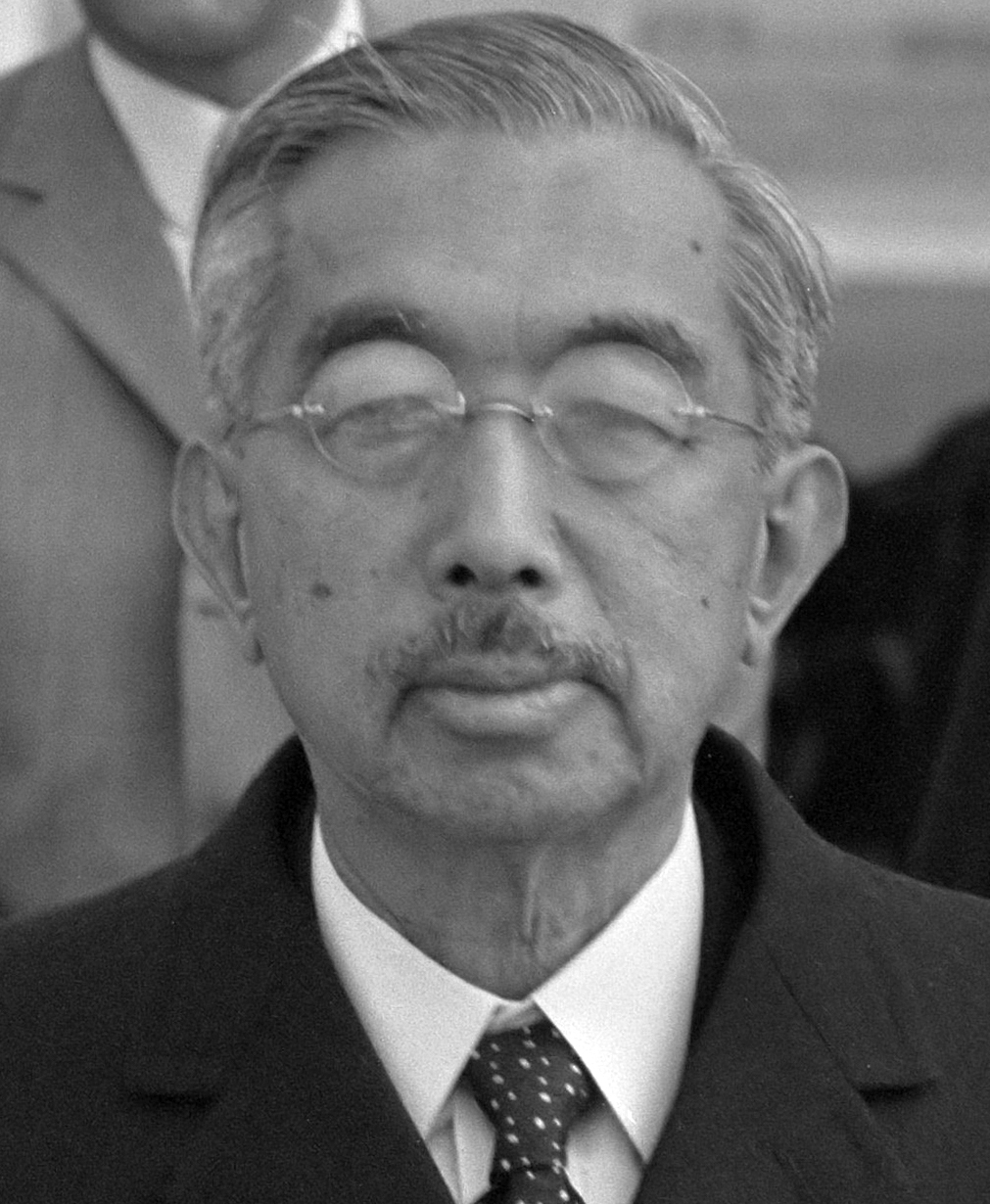
Hirohito, empereur du Japon de 1926 à 1989.

  - Jacques Lacan, psychanalyste français († 9 septembre 1981).
  - Fédor Löwenstein, peintre tchécoslovaque d'origine juive († 4 août 1946).
  - Paul Yü Pin, cardinal chinois, archevêque de Nanjing († 16 août 1978).
- 14 avril : José Planas, joueur et entraîneur de football espagnol († 9 avril 1977).
- 15 avril : René Pleven, homme politique français († 13 janvier 1993).
- 16 avril :
  - Édouard Crut, footballeur français († 24 octobre 1974).
  - Lajos Dinnyés, homme politique hongrois († 3 mai 1961).
- 20 avril : Michel Leiris, écrivain et ethnologue français († 30 septembre 1990).
- 21 avril : Alfred Giess, peintre français († 26 septembre 1973).
- 24 avril : Charles Phillips, archéologue britannique († 23 septembre 1985)
- 29 avril : Hirohito, empereur du Japon sous le nom de Shōwa († 7 janvier 1989).

## Mai
- 2 mai : 
  - Chiyo Miyako, supercentenaire japonaise († 22 juillet 2018).
  - Camille Quesneville, graveur, imprimeur d'art et peintre français († 18 septembre 1971).

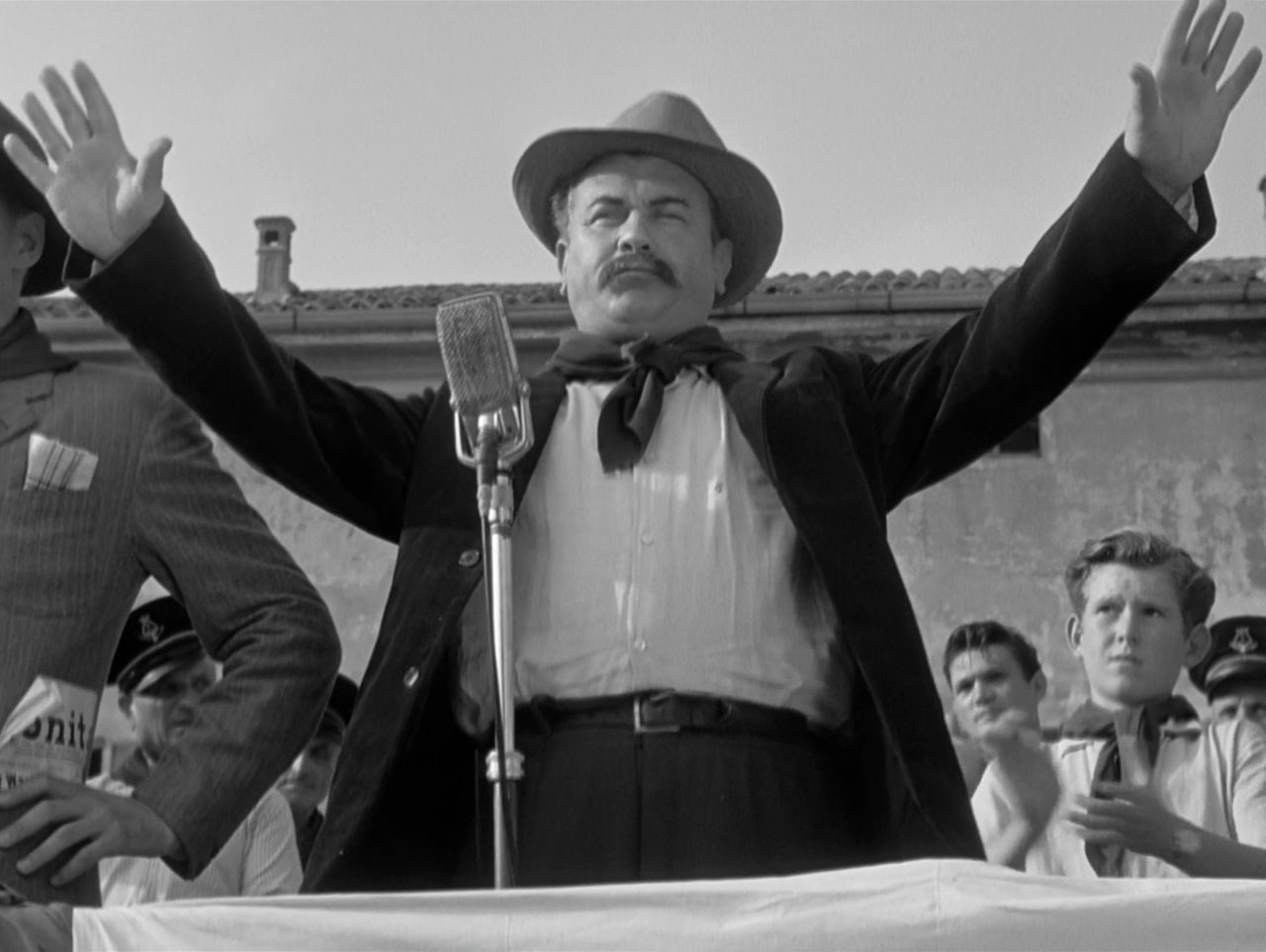
Gino Cervi, Peppone dans les Don Camillo.

  - Gino Cervi, Peppone dans les Don Camillo.Lotti Ruckstuhl, avocate, journaliste et militante féministe suisse († 8 juin 1988).
- 3 mai : Gino Cervi, acteur italien († 3 janvier 1974).
- 4 mai : George Moorhouse, footballeur anglais et américain († 13 juin 1982).
- 6 mai : Albert Decaris, peintre français († 1er janvier 1988).
- Philibert Parnasse, centenaire et doyen masculin des Français (†24 octobre 2010).
- 7 mai :
  - Gary Cooper, acteur américain († 13 mai 1961).
  - Marcel Poot, compositeur belge († 12 juin 1988).
- 8 mai : Eugène Klimoff, peintre, lithographe, historien d’art, auteur, mosaïste canadien († 29 décembre 1990).
- 9 mai : Boris Ephrussi, biologiste, académicien français († 2 mai 1979).
- 12 mai : František Matoušek, peintre austro-hongrois puis tchécoslovaque († 13 octobre 1961).
- 13 mai : 
  - Raymond Feuillatte, peintre français († 4 juillet 1971).
  - Witold Pilecki, agent de renseignement et chef de la résistance polonaise († 25 mai 1948).
- 15 mai : Mariano Homs, footballeur, musicien et militant politique espagnol († 27 octobre 1975).

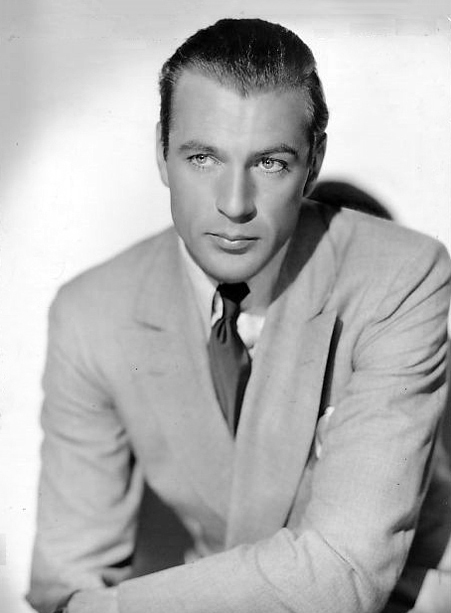
Gary Cooper, Oscar meilleur acteur en 1936.

- Gary Cooper, Oscar meilleur acteur en 1936.17 mai : Werner Egk , compositeur allemand († 10 juillet 1983 ).
- 18 mai : 
  - Henri Sauguet, compositeur français († 22 juin 1989).
  - Martin Heintz, maire de Kutzenhausen (Bas-Rhin) de 1946 à 1971 († 9 octobre 1983)[1].
- 20 mai :
  - Jean Archimbaud, aquarelliste, peintre, graveur et illustrateur français († avril 1976).
  - Max Euwe, joueur d'échecs néerlandais († 26 novembre 1981).
  - Jaime Noaín, matador espagnol († 4 juillet 1973).
- 21 mai : Suzanne Lilar, écrivain belge († 11 décembre 1992).
- 23 mai : Edmund Rubbra, compositeur anglais († 14 février 1986).
- 24 mai : Antoine Mazairac, coureur cycliste néerlandais († 11 septembre 1966).
- 25 mai : André Girard, écrivain, résistant, peintre, illustrateur, caricaturiste et affichiste français († 2 septembre 1968).
- 27 mai : Carl Barks, dessinateur américain († 25 août 2000).
- 29 mai : Alfred Thimmesch, résistant français et juste parmi les nations († 8 juillet 1944).
- 30 mai : Mieczysław Fogg, artiste, musicien et chanteur polonais († 3 septembre 1990).

## Juin
- 1er juin : Raymond Souplex, acteur français († 22 novembre 1972).
- 3 juin : Maurice Evans, [acteur britannique († 12 mars 1989).
- 4 juin : Noboru Kitawaki, peintre à tendance surréaliste japonais († 18 décembre 1951).
- 6 juin : Sukarno, homme d'État indonésien († 21 juin 1970).
- 8 juin : Fausto Melotti, sculpteur et peintre italien († 22 juin 1986).
- 9 juin : John Skeaping, peintre et sculpteur anglais († 5 mars 1980).

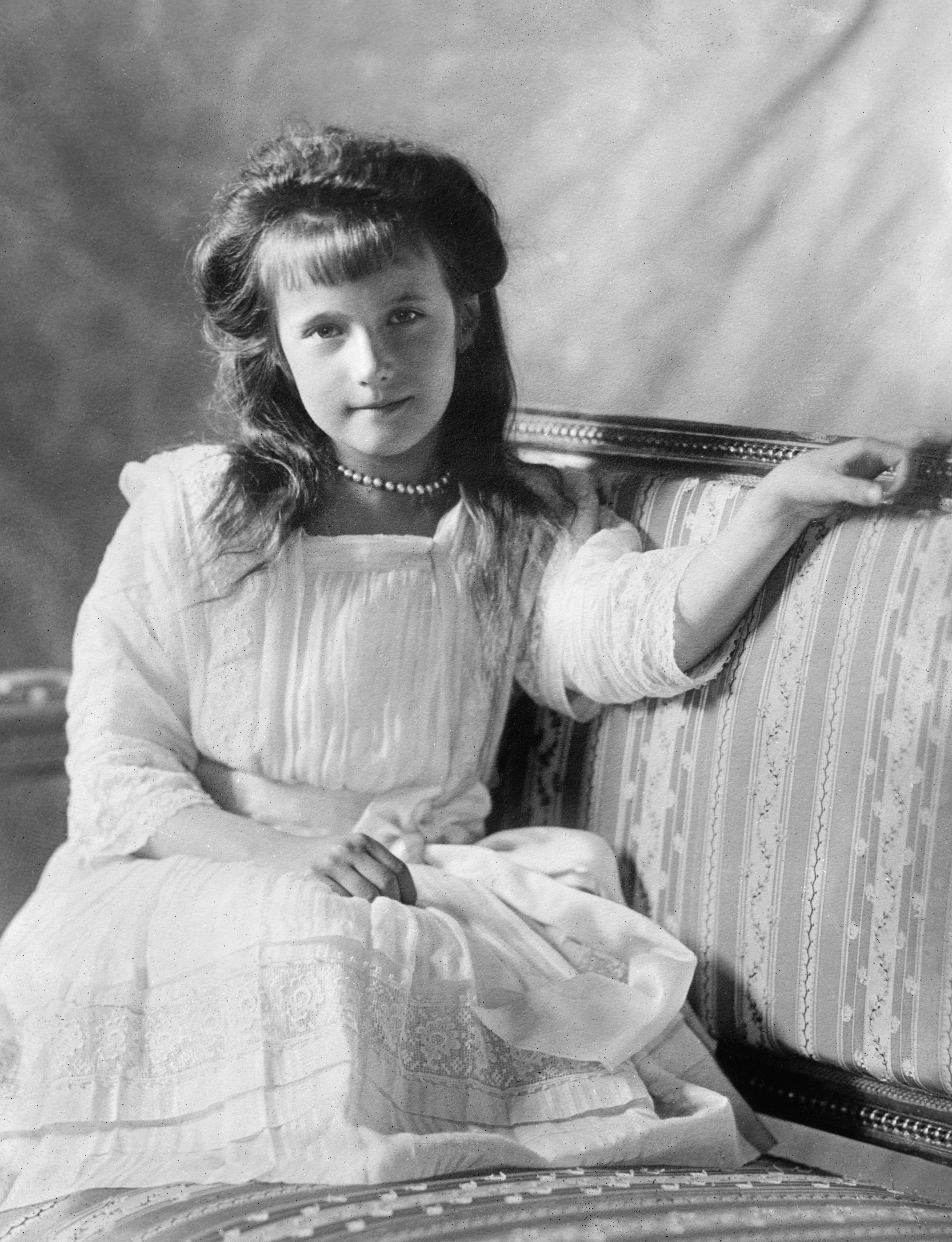
Anastasia Nikolaïevna de Russie.

- Anastasia Nikolaïevna de Russie.15 juin : Paul Goubert, jésuite et historien français († 24 septembre 1967).
- 18 juin : Anastasia Nikolaïevna de Russie, quatrième fille du Tsar Nicolas II de Russie († 17 juillet 1918).
- 19 juin :
  - Olympe Amaury, doyenne des français du 2 avril 2015 à sa mort († 12 mai 2015).
  - Robert Grange, peintre français († 21 juillet 1979).
- 20 juin : Jules Cavaillès, peintre français († 29 janvier 1977).
- 22 juin : Francis Pasquier, peintre, dessinateur d'affiches et illustrateur français († 2 août 1969).
- 23 juin :
  - Stéphane Audel, acteur belge († 21 juillet 1984).
  - Pierre Batcheff, acteur français († 13 avril 1932).
  - Jean Deville, peintre, graveur et industrie français († 17 avril 1972).
  - Marcel-Henri Jaspar, avocat et homme politique belge († 14 mai 1982).
- 24 juin : Marcel Mule, saxophoniste français († 18 décembre 2001).
- 29 juin : 
  - Hendrik Diels, chef d'orchestre et compositeur flamand († 10 décembre 1974).
  - Nelson Eddy, acteur américain († 6 mars 1967).
  - Pierre de Lestrade de Conti, caricaturiste, illustrateur et peintre français († 1er février 1977).

## Juillet
- 1er juillet : Christian d'Espic, chirurgien, peintre et graveur français († 7 février 1978).
- 2 juillet : Esther Somerfeld-Ziskind, neurologue et psychiatre américaine († 11 novembre 2002).
- 7 juillet : Vittorio De Sica, acteur et réalisateur italien († 13 novembre 1974).
- 9 juillet : Barbara Cartland, écrivain britannique († 21 mai 2000).
- 11 juillet : 
  - Antonieta de Barros, journaliste brésilienne († 28 mars 1952).
  - Gwendolyn Lizarraga, femme d'affaires, militante des droits des femmes et ministre bélizienne († 9 juin 1975).

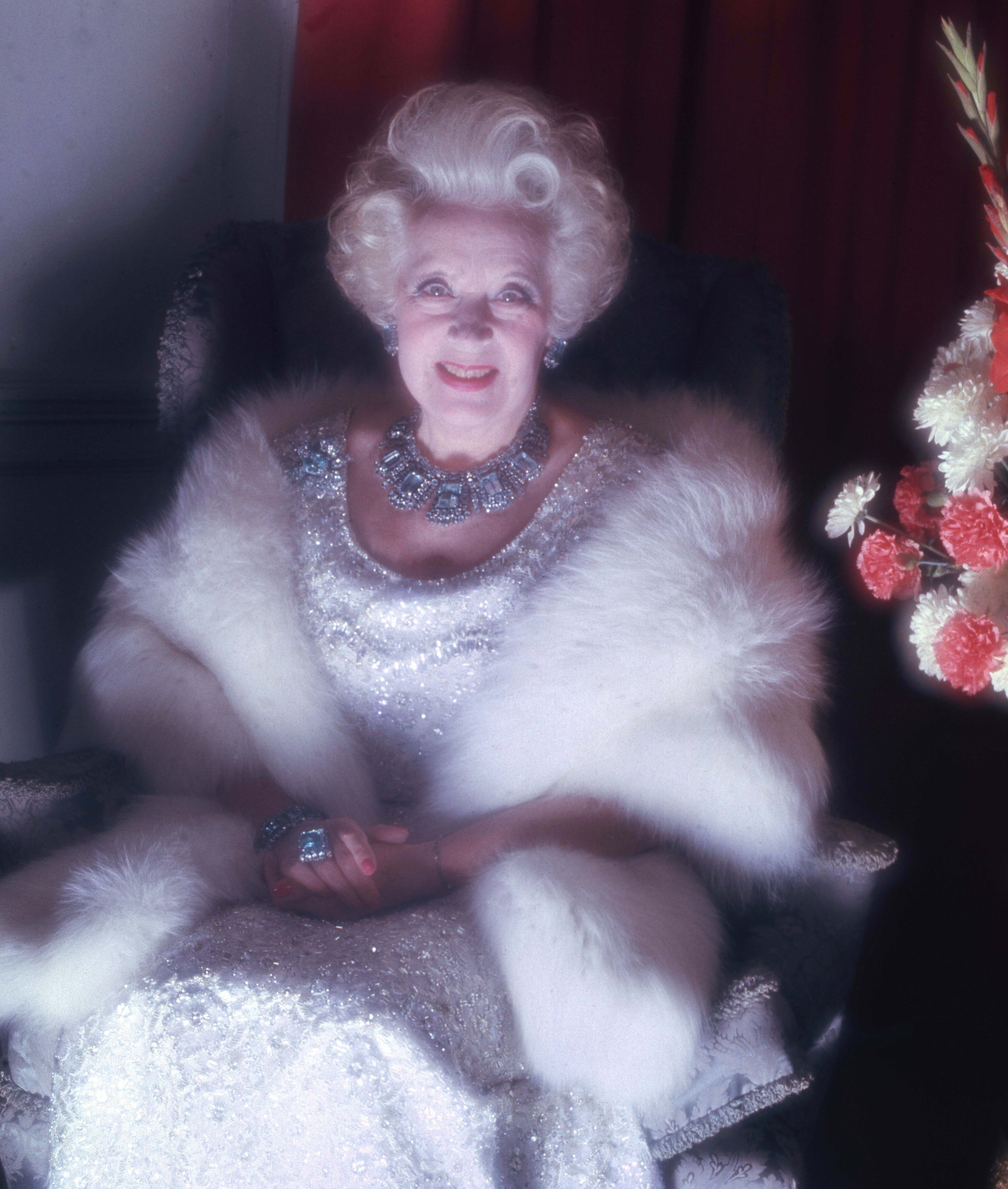
Barbara Cartland, auteure de 723 romans.

- Barbara Cartland, auteure de 723 romans.12 juillet : Léon Gard, peintre et écrivain français († 12 novembre 1979).
- 13 juillet :
  - Franz Anton Basch, politicien nazi († 27 avril 1946).
  - Eric Portman, acteur anglais († 7 décembre 1969).
- 14 juillet :
  - Gino Boccasile, dessinateur, peintre, graphiste, illustrateur et affichiste italien († 10 mai 1952).
  - Gerald Finzi, compositeur britannique († 27 septembre 1956).
  - George Tobias, acteur américain († 27 février 1980).
- 15 juillet : Pyke Koch, peintre néerlandais († 27 octobre 1991).
- 17 juillet : Rylsky, peintre et graveur français († 12 mai 1970).
- 21 juillet :
  - Victor Leemans, homme politique belge († 3 mars 1971).
  - Ovila Légaré, acteur et chanteur québécois († 19 février 1978).
- 28 juillet : Rudy Vallee, acteur britannique († 3 juillet 1986).
- 29 juillet : Ferdinand Desnos, peintre naïf autodidacte français († 16 novembre 1958).
- 30 juillet : Arnaldo Carli, coureur cycliste italien († 14 septembre 1972).
- 31 juillet :
  - Jean Dubuffet, peintre, sculpteur et plasticien français († 12 mai 1985).
  - Rudolf Slánský, homme politique et secrétaire général du Parti communiste tchécoslovaque († 3 décembre 1952).

## Août
- 2 août : Ignatius Kung Pin-mei, cardinal chinois, évêque de Shanghai († 12 mars 2000).
- 3 août : Stefan Wyszyński, cardinal et primat de Pologne († 28 mai 1981).

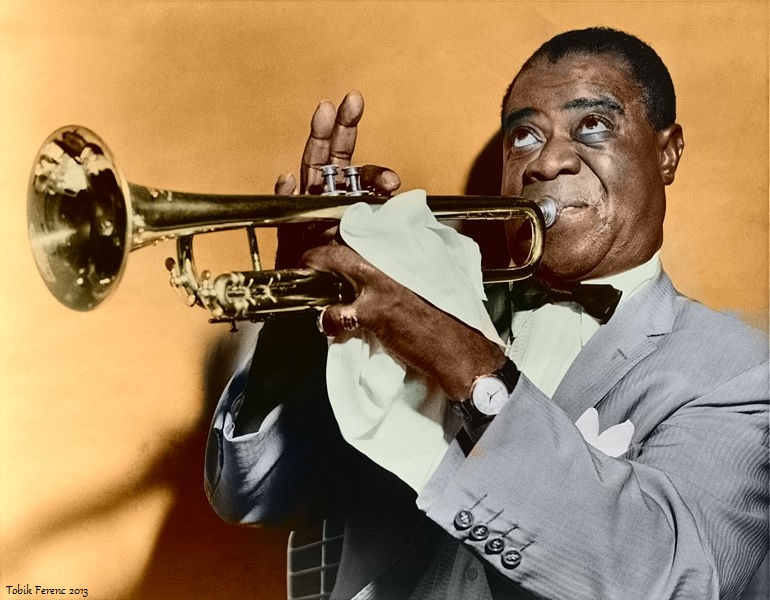
Louis Armstrong, interprète de What a Wonderful World.

- Louis Armstrong, interprète de What a Wonderful World.4 août : Louis Armstrong, chanteur et trompettiste de jazz américain († 6 juillet 1971).
- 5 août :
  - Claude Autant-Lara, réalisateur français († 5 février 2000).
  - Georges Guiraud, sculpteur, médailleur et peintre français († 10 mai 1989).
- 8 août : Alfredo Gauro Ambrosi, peintre italien († 25 juin 1945).
- 10 août : Slavin Cindrić, footballeur yougoslave puis croate († 28 avril 1942).
- 11 août : Luigi Corbellini, peintre italien († 9 mai 1968).
- 12 août : Sergo Goglidzé, haut dirigeant du NKVD soviétique († 23 décembre 1953).
- 13 août : Jules Buysse, coureur cycliste belge († 31 décembre 1950).
- 14 août : Alice Rivaz, écrivain suisse († 27 février 1998)
- 15 août : Pierre Lépine, biologiste français († 30 mars 1989).
- 17 août :
  - Francis Perrin, physicien français († 4 juillet 1992).

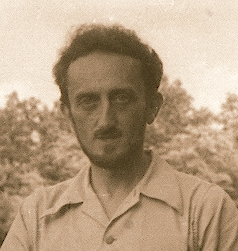
Francis Perrin, Prix Nobel de Physique 1926

  - Francis Perrin, Prix Nobel de Physique 1926Dieudonné Smets, coureur cycliste belge († 29 novembre 1981).
  - Henri Tomasi, compositeur et chef d'orchestre français († 13 janvier 1971).
- 18 août : Charles De Antoni, centenaire, musicien et doyen masculin des Français († 11 janvier 2011).
- 20 août :
  - Khan Chouchinsky, chanteur russe, azerbaïdjanais puis soviétique († 18 mars 1979).
  - Gusztáv Oláh, directeur d'opéra, scénographe et modéliste hongrois († 19 décembre 1956).
  - Salvatore Quasimodo, écrivain italien († 14 juin 1968).
- 21 août : Max Band, peintre lituanien († 8 novembre 1974).
- 24 août : Alice Burchard-Bélaváry, peintre hongroise († 1972).
- 27 août : René Cuzacq, professeur et écrivain français († 25 avril 1977).
- 28 août : Ivo Pannaggi, peintre et architecte italien († 11 mai 1981).

## Septembre
- Enrico Fermi, Prix Nobel de Physique 1938.1er septembre : Bolesław Filipiak, cardinal polonais de la curie romaine († 14 octobre 1978).

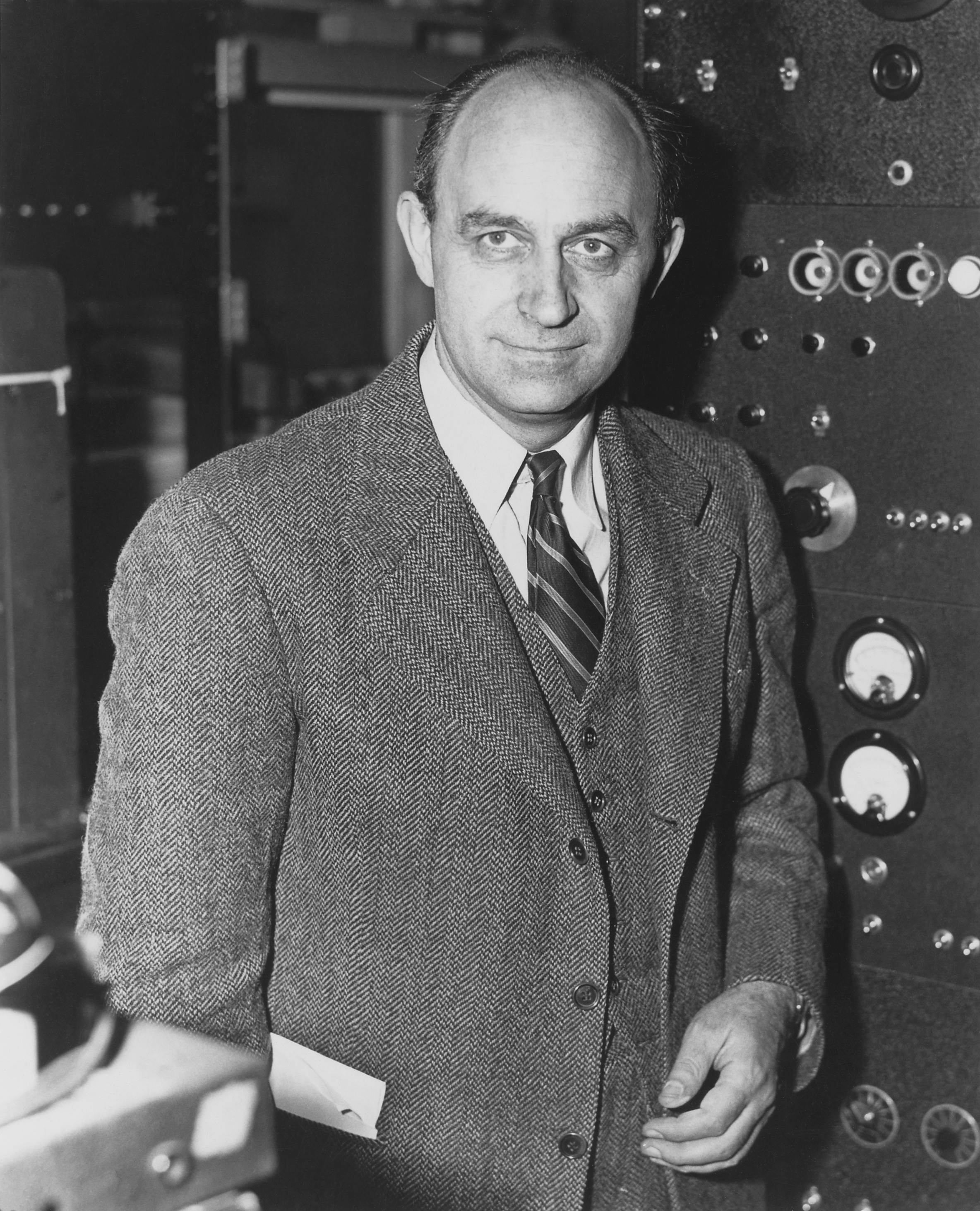
Enrico Fermi, Prix Nobel de Physique 1938.

- 5 septembre : Don Costello, acteur américain († 24 octobre 1945).
- 9 septembre : James Blades, percussionniste anglais († 19 mai 1999).
- 13 septembre : Albert Genta, peintre français († 5 septembre 1989).
- 17 septembre : Mykola Hlouchtchenko, peintre russe puis soviétique († 31 octobre 1977).
- 19 septembre : Pierre-Albert Bégaud, peintre portraitiste et paysagiste français († 22 juin 1956).
- 23 septembre : Jaroslav Seifert, poète tchécoslovaque († 10 janvier 1986).
- 25 septembre : Robert Bresson, réalisateur français († 18 décembre 1999).
- 26 septembre :
  - Donald Cook, acteur américain († 1er octobre 1961).
  - George Raft, acteur américain († 24 novembre 1980).
- 29 septembre : 
  - Enrico Fermi, physicien italien († 28 novembre 1954).
  - Lanza del Vasto, écrivain français († 5 janvier 1981).

## Octobre
- 1er octobre : Eudoxie Baboul, supercentenaire française († 1er juillet 2016).
- 2 octobre :
  - Walther Aeschbacher, chef d'orchestre et compositeur de musique classique suisse († 6 décembre 1969)
  - Kiki de Montparnasse, modèle, artiste - Reine de Montparnasse († 23 mars 1953).
- 3 octobre :
  - Jean Grémillon, réalisateur français († 25 novembre 1959).Alberto Giacometti, sculpteur de l'Homme qui marche.

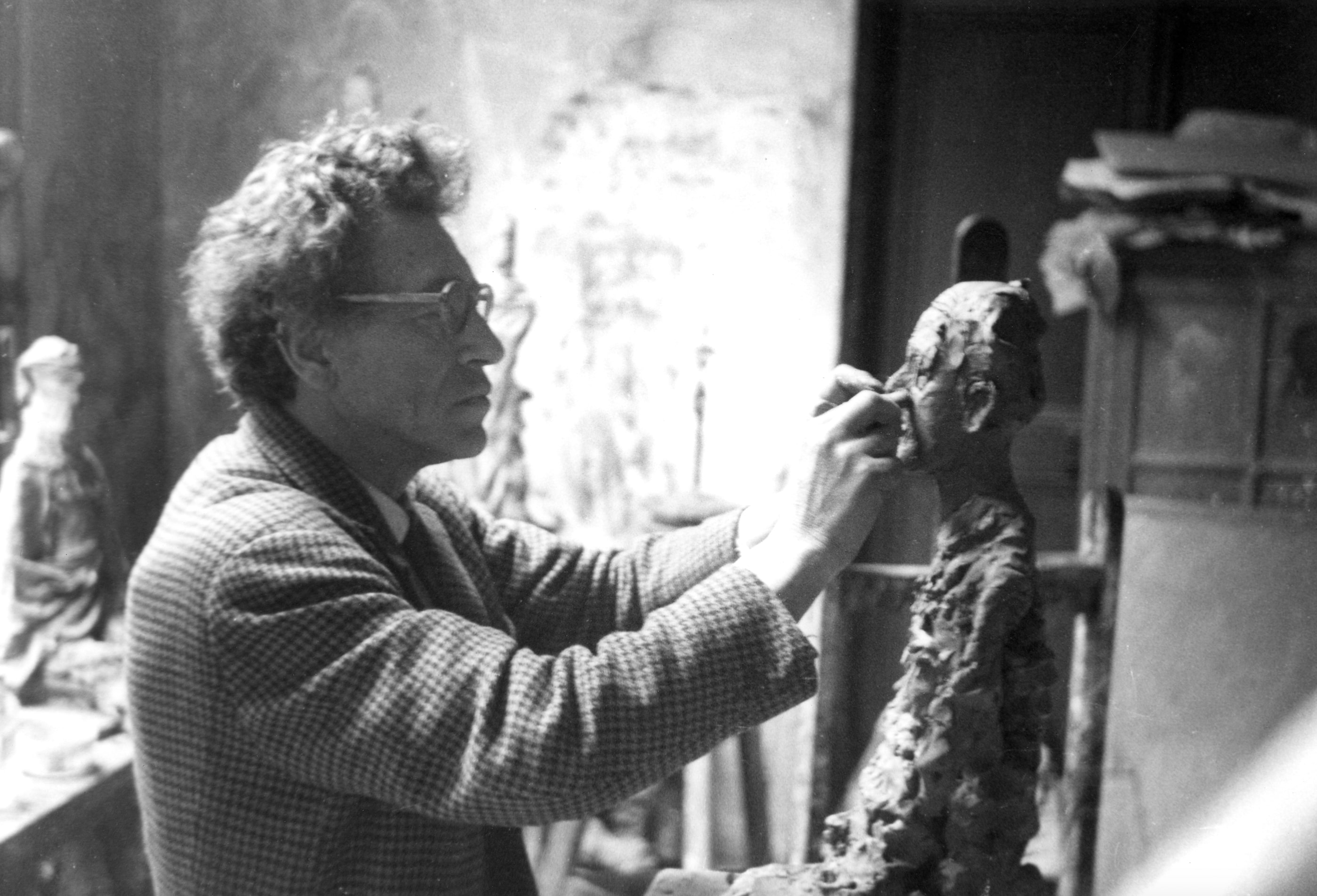
Alberto Giacometti, sculpteur de l'Homme qui marche.

  - François Le Lionnais, mathématicien français († 13 mars 1984).
- 7 octobre :
  - Maurice Baskine, peintre français († 5 juillet 1968).
  - Louise-Denise Damasse, peintre portraitiste et résistante française († 8 octobre 1987).
- 10 octobre : Alberto Giacometti, sculpteur suisse († 11 janvier 1966).
- 12 octobre : Gabriel-Marie Garrone, cardinal français de la Curie romaine († 15 janvier 1994).
- 13 octobre : Edward Chapman, acteur anglais († 9 août 1977).
- 20 octobre : 
  - Luigi Tasselli, coureur cycliste italien († 5 novembre 1971).
  - Adelaïde Hall, chanteuse de jazz afro-américaine († 7 novembre 1993).
- 22 octobre : Komaram Bheem, révolutionnaire indien († 19 octobre 1940).
- 24 octobre : Jean Bourdeillette, diplomate et poète français († 28 août 1981).
- 26 octobre : Dolly Robinson, designer de théâtre irlandaise († 4 novembre 1977).
- 27 octobre : Aleksandrs Čaks, poète et écrivain letton († 8 février 1950).

## Novembre
- 2 novembre :
  - James Dunn, acteur américain († 1er septembre 1967).
  - Joseph Van Dam, coureur cycliste belge († 31 mai 1986).
- 3 novembre :

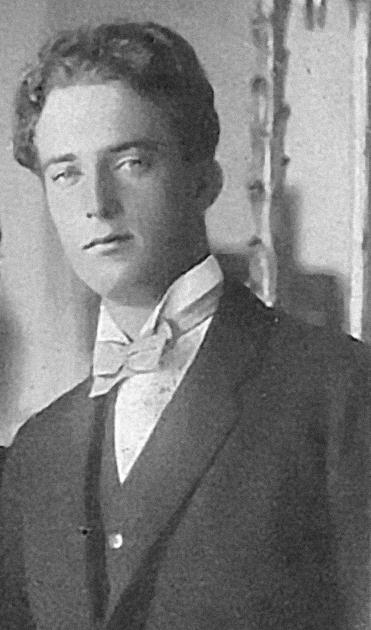
Léopold III; 4e roi de Belgique 1934-1951

  - Léopold III; 4e roi de Belgique 1934-1951Léopold III de Belgique, roi des Belges († 25 septembre 1983).
  - André Malraux, écrivain français († 23 novembre 1976).
- 6 novembre : Robert Ploton, prêtre et résistant français († 15 août 1975).
- 7 novembre : Rina Zelyonaya, actrice soviétique († 1er avril 1991).
- 8 novembre : Georgette Dupouy, artiste peintre française († 13 avril 1992).
- 10 novembre :
  - Anthony Kimmins, réalisateur, scénariste, acteur et producteur de cinéma anglais († 19 mai 1964).
  - Paul-André Robert, illustrateur et naturaliste suisse († 20 août 1977).
- 11 novembre : Serge Temoff, acteur américain († 1er septembre 1995).
- 13 novembre :
  - Arturo Jauretche, avocat, journaliste, écrivain et homme politique argentin († 25 mai 1974).
  - Yūkei Teshima, peintre et calligraphe japonais († 27 mars 1987).
- 14 novembre : Cyril Bouda, peintre austro-hongrois puis tchécoslovaque († 29 août 1984).
- 15 novembre : Georges Salan, médecin, résistant et écrivain français († 5 février 1981).
- 17 novembre :
  - Raymond Chevreuille, compositeur et ingénieur du son belge († 9 mai 1976).

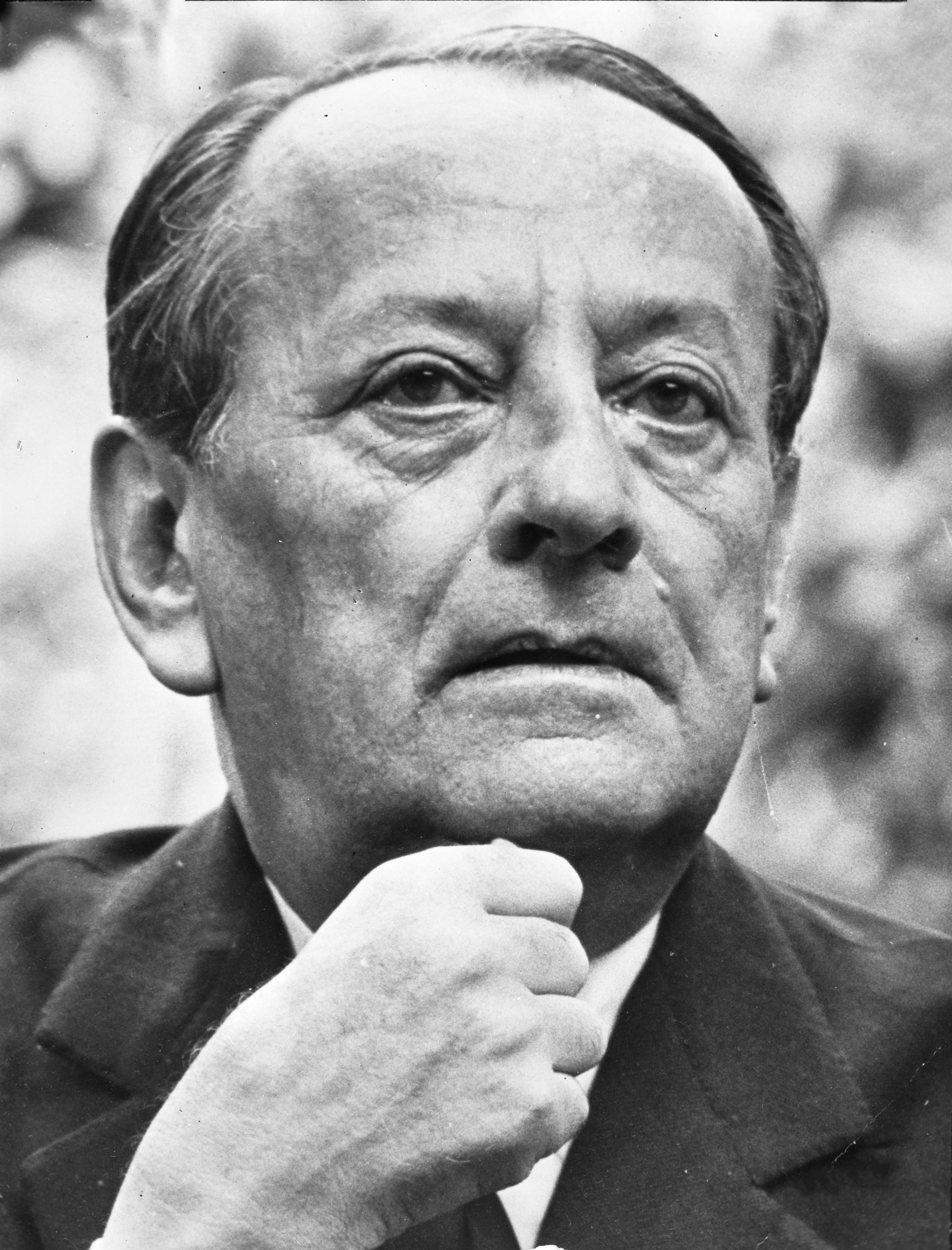
André Malraux, 1er ministre de la Culture.

  - André Malraux, 1er ministre de la Culture.Lee Strasberg, acteur américain et fondateur de l'Actors Studio († 17 février 1982).
- 18 novembre : George Gallup, journaliste et statisticien américain († 26 juillet 1984).
- 22 novembre : Joaquín Rodrigo, compositeur espagnol († 6 juillet 1999).
- 23 novembre :
  - Pierre Fossey, peintre et illustrateur français († 22 juillet 1976).
  - Harry-Max, acteur français († 13 mars 1979).
  - Muriel Gardiner, psychanalyste américaine († 6 février 1985).
- 24 novembre :
  - Roman Bohnen, acteur américain  († 24 février 1949).
  - Sonia Hansen, peintre franco-danoise († 23 octobre 1993).
- 26 novembre : George Grard, sculpteur belge († 26 septembre 1984).
- 30 novembre : Takanori Oguiss, peintre japonais († 14 octobre 1986).

## Décembre
- 3 décembre : Thérèse Grimont, peintre française († 17 février 1985).
- 4 décembre : Pierre Cavellat, magistrat, peintre et céramiste français († 17 août 1995).
- 5 décembre :
  - Walt Disney, producteur et réalisateur de dessins animés américain († 15 décembre 1966).
  - Werner Heisenberg physicien allemand († 1er février 1976).

- 9 décembre :
  - Aurora Calvo Hernández-Agero, laïque espagnole, vénérable († 22 novembre 1933).

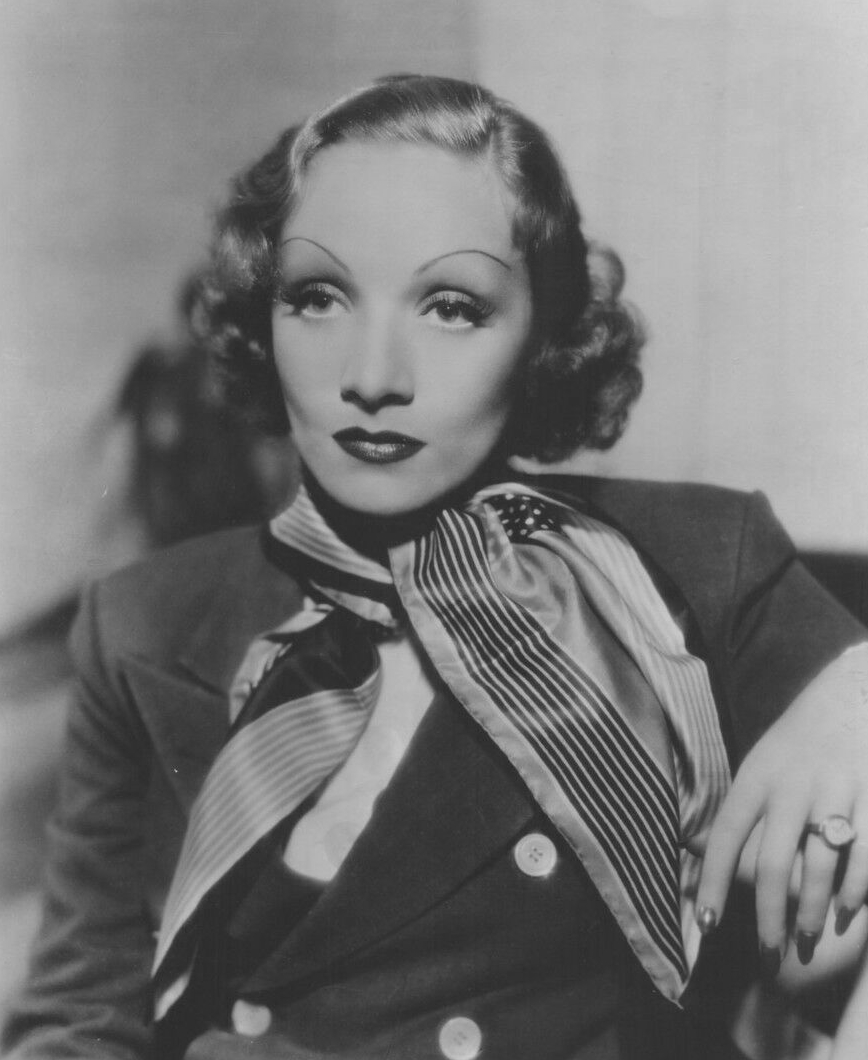
Marlene Dietrich, L'Ange Bleu.

  - Marlene Dietrich, L'Ange Bleu.Jean Mermoz, aviateur français († 7 décembre 1936).
  - Robert Pouyaud, sculpteur et peintre post-cubiste français († 15 février 1970).
- 10 décembre : Marin-Marie, écrivain et peintre français († 11 juin 1987).
- 13 décembre : Paolo Dezza, jésuite et cardinal italien († 17 décembre 1999).
- 14 décembre : Henri Cochet, joueur de tennis français († 2 avril 1987).
- 16 décembre : Georges Faudet, coureur cycliste français († 21 juillet 1970).
- 19 décembre : Dimitar Nenov, architecte et compositeur bulgare († 30 août 1953).
- 22 décembre : Georges Truffaut, homme politique belge († 3 avril 1942).
- 23 décembre : Felice Gremo, coureur cycliste italien († 6 février 1994).
- 27 décembre :
  - Marlène Dietrich, actrice allemande († 6 mai 1992).
  - Stanley William Hayter, peintre britannique († 4 mai 1988).
- 28 décembre :
  - Paul Bazé, peintre français († 2 juillet 1985).
  - Georges-André Klein, peintre orientaliste français († 17 octobre 1992).

## Date précise inconnue
- Amadou Hampâté Bâ, écrivain malien († 15 mai 1991).
- José Gimeno, poète, dramaturge et peintre espagnol, aussi footballeur († 17 février 1955).
- Vlado Milošević, compositeur serbe originaire de Bosnie-Herzégovine († 6 février 1990).

## Vers 1901
- - A.R. Sahu Khan, homme politique fidjien († février 1979).
  - George Tuisawau, chef autochtone fidjien († septembre 1961).